# Juan Raggi
Juan Raggi (Buenos Aires, Argentina; 9 de julio de 1890 - Niza; Francia; 24 de junio de 1932) fue un cantor, músico, compositor de tango y guitarrista argentino.

## Carrera
En 1915 formó un dúo con Carlos Bértola, un guitarrista uruguayo que residía en Buenos Aires. Luego integró un trío con Arturo De Nava e Ignacio Riverol,  con los que actuó en muchos locales de la época.
Por 1920 desembocó en el dúo Salinas-Raggi, con Saúl Salinas y secundado por la guitarra de Rafael Iriarte, con quienes actuó en el interior.
En 1921 reemplazó a José Razzano hasta su recuperación fónica, formando un dúo con Carlos Gardel en el Teatro Argentino.
En 1924 trabajó en Paris en el dancing Palermo con Sarita Watle y Horacio Pettorossi.
Con Julio Navarrine y Horacio Pettorossi viaja en 1925 a Alemania contratado por el Circo Sarrasani; rescindido el contrato, con Pettorossi se va a París. Con el conjunto Los de la leyenda actuó en el interior y Chile cuando se separó de Salinas.
En la capital francesa actuó en lugares varios; hace de vocalista (chansonier) de la típica Bianco-Bachicha primero, luego en la de Víctor Lomuto, la de Manuel Pizarro, y también de solista como cantor y guitarrero.
Es el compositor de tango Carátula, compuesto en París en 1926 y que fue grabado por la orquesta de Lucio Demare.
Su esposa fue la cancionista Amelia Nieto con quien hizo un dúo musical. Junto a la  folclorista y actriz Angelita Pardo fueron cultores del "folklore" argentino y actuaron en el teatro Hippodrome en la compañía de Pepe Podestá.
Murió en Francia el 23 de junio de 1932 tras una larga dolencia.

## Interpretaciones
- Oro muerto (Jirón porteño) que hizo con Julio Navarrine y grabó Carlos Gardel.[6]
- Mis cariñitos, junto a Rafael Rossi en 1924.
- Eternamente
- Enfermita mía
- Tintín
- Hojas sueltas
- Lo vieron llorar
- Mujercita
- Marieta